# 基本的對處方針分科會

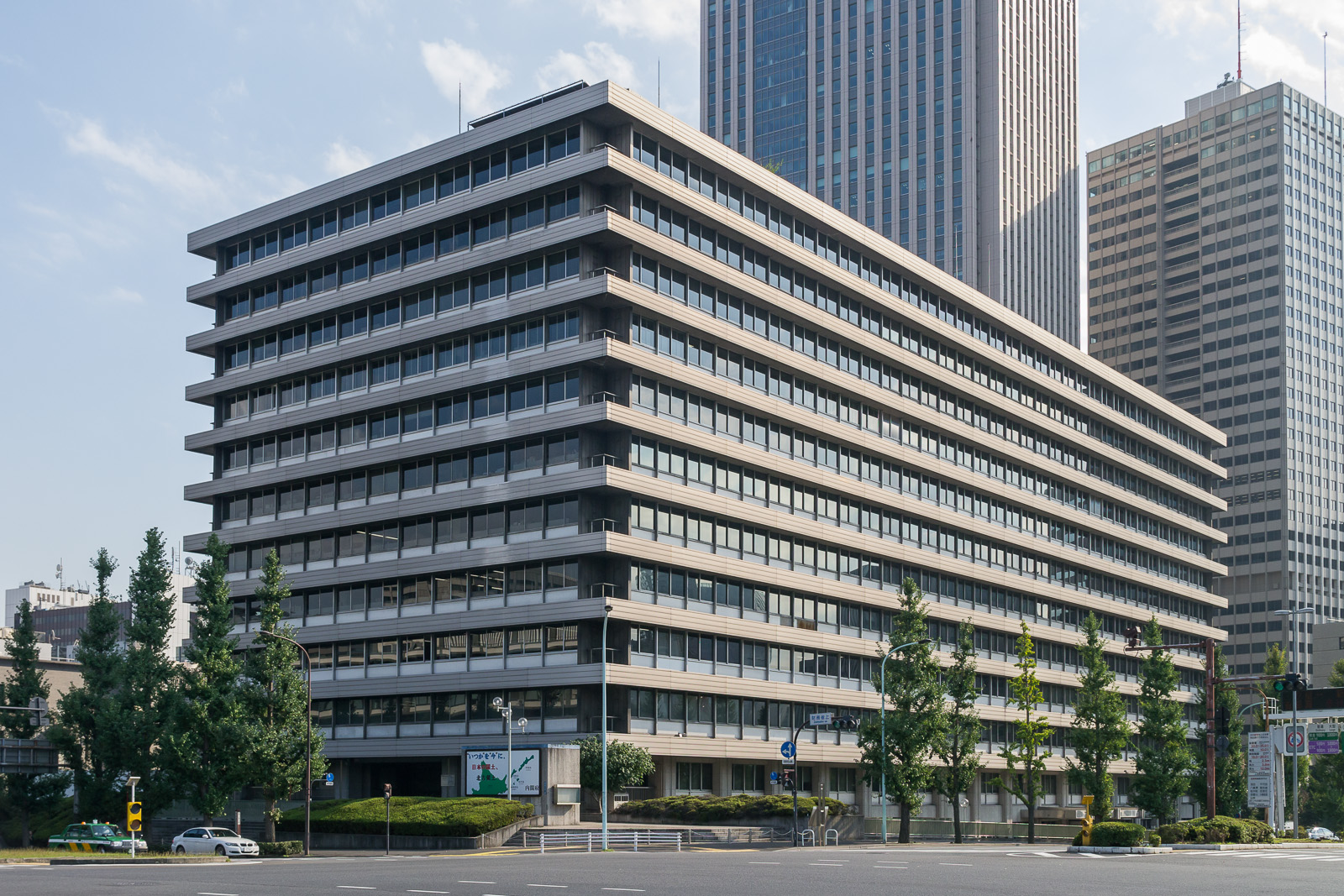
第1回審議開會地點：中央合同廳舍第4號館

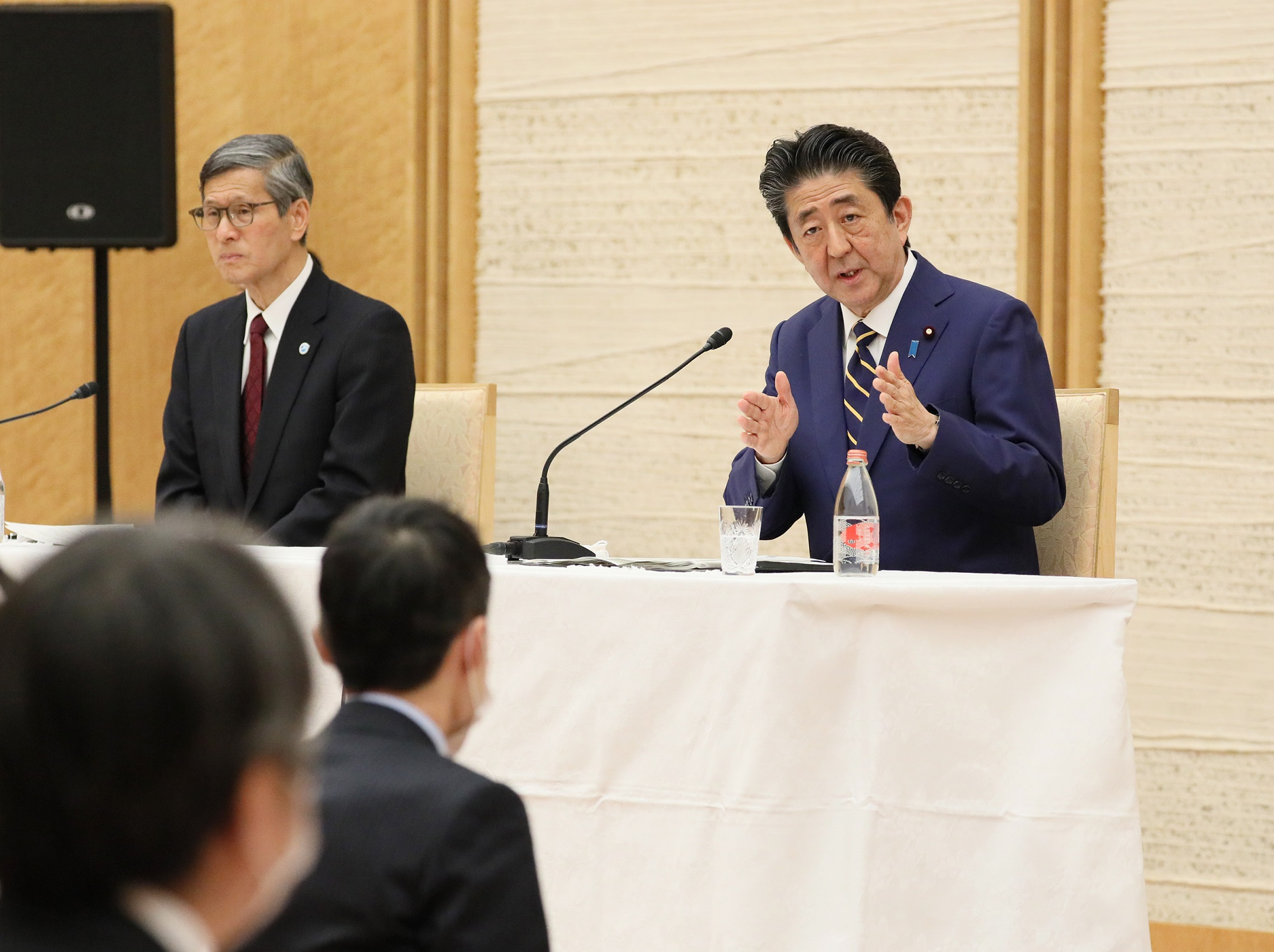
新型流行性感冒等對策閣僚會議下設的新型流行性感冒等對策有識者會議之基本的對處方針等諮問委員会委員長尾身茂（左）與內閣總理大臣安倍晋三（右）（2020年4月7日於內閣總理大臣官邸）

基本的對處方針分科會（日语：／）是日本的新型流行性感冒等對策有識者會議下設置的組織，負責審議新型流行性感冒等對策特別措置法下緊急事態宣言的妥当性。新型流行性感冒等對策有識者會議是設置於内閣下新型流行性感冒等對策閣僚會議的諮詢機關。2021年3月31日及以前稱基本的對處方針等諮問委員會。
新型流行性感冒等對策有識者会議設置於2012年，是新型流行性感冒等對策閣僚会議的諮詢機關。隨著野田第1次改造内閣提出的新型流行性感冒等對策特別措置法案於第180回国会通過、成立，翌年4月13日施行，基本的對處方針等諮問委員会開始管轄同法的緊急事態宣言。2020年，新型流行性感冒等對策特別措置法一部改正法律施行後，管轄範圍由流行性感冒擴展至對新型冠狀病毒發出的緊急事態宣言。2020年發出新型冠狀病毒感染症緊急事態宣言時，基本的對處方針等諮問委員会對宣言妥当性進行審議，委員長尾身茂並出席內閣總理大臣安倍晋三發出緊急事態宣言時召開的記者会。

## 構成
來源：
委員長
- 尾身茂（地域医療機能推進機構理事長）

委員長代理
- 岡部信彦（川崎市健康安全研究所所長）

委員
- 押谷仁（東北大学大学院医学系研究科教授）
- 釜萢敏（日本医師会常任理事）
- 河岡義裕 （東京大学医科学研究所感染症国際研究中心中心長）
- 川名明彦（防衛医科大学医学教育部教授）
- 鈴木基（国立感染症研究所感染症疫学中心中心長）
- 田島優子（律師）
- 舘田一博（東邦大学医学部教授）
- 谷口清州（三重醫院臨床研究部部長）
- 朝野和典（大阪大学大学院医学系研究科教授）
- （霞關綜合法律事務所律師）
- 長谷川秀樹（国立感染症研究所流行性感冒病毒研究中心中心長）
- 武藤香織（東京大学医科学研究所教授）
- 吉田正樹（東京慈惠会医科大学医学部教授）
- 脇田隆字（国立感染症研究所所長）

## 脚注

### 註解
1. ↑  基本的對處方針等諮問委員会設於新型流行性感冒等對策閣僚會議的新型流行性感冒等對策有識者會議之下，負責審議是否應發出新型流行性感冒等對策特別措置法的緊急事態宣言等事項。管轄範圍不僅限於新型流行性感冒，亦涵蓋對新型冠狀病毒發出的緊急事態宣言。雖然名称相似，但並非設於新型冠狀病毒感染症對策本部的新型冠狀病毒感染症對策專門家會議下之下。

## 外部連結
- 新型流行性感冒等對策有識者会議（页面存档备份，存于） - 公開新型流行性感冒等對策有識者会議的會議記錄等